# Манастир Светог Преображења
Манастир Иванова корита се налази поред Иванових корита.

## Историја
Црква посвећена Светом Преображењу налази се у централном дијелу Иванових корита. На њеном мјесту некада се налазио манастир Црнојевића, који су крајем 18 вијека обновили владике Сава и Василије Петровић. Манастир је изгорео у неком пожару и више није обнављан. Крајем 19 вијека на његовим темељима подигнута је данашња једнобродна црква, покривена плочастим кречњаком. У близини храма налази се велико гумно и остаци камења некадашњег манастирског конака.
Фотографије са почетка 20. вијека показују остатке грађевина које су окруживале Храм Преображења Господњега, што потврђују и многи извори, који говоре да је на овом мјесту био метох Цетињског манастира.